# سن عقل (رمان)
سن عقل (فرانسوی: L'âge de raison‎)
رمانی از فیلسوف ژان پل سارتر است که در سال ۱۹۴۵ منتشر شد. این کتاب اولین قسمت از سه‌گانه راه‌های آزادی است. داستان این رمان به اواخر دهه ۱۹۳۰ در پاریس بوهمی اشاره دارد و به سه روز از زندگی معلم فلسفه به نام ماتیو متمرکز است که برای پرداخت هزینه سقط جنین معشوقه خود، مارسل، پول جستجو می‌کند. سارتر انگیزه‌های شخصیت‌های مختلف و اقدامات آن‌ها را تجزیه و تحلیل می‌کند و برداشت دیگران را در نظر می‌گیرد تا تصویری جامع از شخصیت اصلی به خواننده ارائه دهد.
سن عقل مربوط به برداشت سارتر از آزادی به عنوان هدف نهایی وجود انسان است. این کار به دنبال نشان دادن مفهوم اگزیستانسیالیستی آزادی نهایی از طریق ارائه شرح مفصلی از روانشناسی شخصیت‌ها است زیرا آن‌ها مجبور به تصمیم‌گیری‌های مهم در زندگی خود هستند. هرچه رمان پیشرفت می‌کند، روایت‌های شخصیت از نظر سارتر در مورد معنای آزاد بودن و چگونگی عملکرد فرد در چارچوب جامعه با این فلسفه حمایت می‌کنند. این رمان تجسمی خیالی از برخی مضامین اصلی در مطالعه اصلی فلسفی او هستی و نیستی (۱۹۴۳) است. یکی از تصورات این است که در نهایت آزادی یک شخص غیرقابل انکار است زیرا اساساً بخشی از نیستی است که تخیل است و بنابراین نمی‌توان آن را از بین برد یا نابود کرد.